# Adiantum cajennense
Adiantum cajennense là một loài thực vật có mạch trong họ Adiantaceae. Loài này được Willd. ex Klotzsch miêu tả khoa học đầu tiên năm 1845.